# Río Abín

Cuenca del Kubán, donde se puede apreciar el curso del Abín.

El río Abín (del ruso: Аби́н) es un río del krai de Krasnodar, en Rusia, afluente por la derecha del río Adagum, de la cuenca hidrográfica del río Kubán.

## Curso
El Abín nace en la cordillera Kotsekur. En su curso superior es un pequeño río rápido de montaña de aguas cristalinas. Toma en un principio dirección oeste. Cerca de la stanitsa Erivánskaya se reúne con el río Mijale (Erivanskoi), para más abajo discurrir por un ancho desfiladero hasta llegar a Shapsúgskaya. Justo antes de llegar aquí recibe las aguas por la izquierda de su afluente principal el río Adegoi y el arroyo Shaparka. Después de pasar Erivánskaya, las aguas se enturbian. El río vira en dirección norte-nordeste y atraviesa Abinsk, Berezhnói, Mayorovski y Vesioli antes de verter sus aguas en el embalse Varnavinskoye, formado en el cauce del Adagum. Es un río sujeto a fuertes crecidas.

## Historia
Cerca del II milenio a. C. se empezaron a establecer aquí tribus que dejaron en la región del río la huella de dólmenes. A partir de 1830 se hace un esfuerzo por dominar a las belicosas etnias locales y se construyen fortalezas, que en la década de 1860 se convertirán en stanitsas que serán pobladas por cosacos.

## Turismo
Se hacen visitas guiadas a la región del río. Asimismo es popular para los amantes de la pesca. Últimamente el área ha visto incrementarse el número de turistas debido al creciente interés en la cultura circasiana y shapsug.